# Clayton (Luisiana)
Clayton es un pueblo ubicado en la parroquia de Concordia en el estado estadounidense de Luisiana. En el Censo de 2010 tenía una población de 711 habitantes y una densidad poblacional de 167,9 personas por km².

## Geografía
Clayton se encuentra ubicado en las coordenadas 31°43′20″N 91°32′4″O / 31.72222, -91.53444. Según la Oficina del Censo de los Estados Unidos, Clayton tiene una superficie total de 4.23 km², de la cual 4.1 km² corresponden a tierra firme y (3.24%) 0.14 km² es agua.

## Demografía
Según el censo de 2010, había 711 personas residiendo en Clayton. La densidad de población era de 167,9 hab./km². De los 711 habitantes, Clayton estaba compuesto por el 30.24% blancos, el 68.5% eran afroamericanos, el 0% eran amerindios, el 0% eran asiáticos, el 0% eran isleños del Pacífico, el 0% eran de otras razas y el 1.27% pertenecían a dos o más razas. Del total de la población el 0.42% eran hispanos o latinos de cualquier raza.